# Шел (Оаза)
Шел (фр. Chelles) насеље је и општина у североисточној Француској у региону Пикардија, у департману Оаза која припада префектури Компјењ.
По подацима из 2011. године у општини је живело 469 становника, а густина насељености је износила 51,65 становника/km². Општина се простире на површини од 9,08 km². Налази се на средњој надморској висини од 57 метара (максималној 150 m, а минималној 56 m).

## Демографија
| 1962. | 1968. | 1975. | 1982. | 1990. | 1999. | 2011. |
| ----- | ----- | ----- | ----- | ----- | ----- | ----- |
| 191   | 230   | 209   | 267   | 334   | 384   | 469   |

График промене броја становника у току последњих година